# Ignacio Urquizu Sancho
Ignacio Urquizu Sancho (Alcanyís, província de Terol, 21 de novembre de 1978) és un sociòleg, professor de Sociologia de la Universitat Complutense de Madrid i col·laborador habitual del diari El País, eldiario.es i la Fundación Alternativas. En l'actualitat és diputat del PSOE per la província de Terol. El 24 de maig de 2015 va ser elegit diputat autonòmic en les Corts d'Aragó, renunciant a aquest lloc el 7 de setembre. Durant dos mesos va ser senador per Terol en substitució d'Antonio Arrufat.

## Biografia
Llicenciat en Ciències Polítiques per la Universitat Complutense de Madrid. Doctor Europeu en Sociologia per la Universitat Complutense de Madrid (beca Fundació ONZE) amb premi extraordinari i Doctor Membre de l'Institut Juan March.
Ha estat Visiting Fellow en la Universitat Harvard (Boston, EUA) i investigador visitant en l'Institut Universitari Europeu (Florència, Itàlia) i la Universitat de Essex (Colchester, Regne Unit). Ha impartit docència a la Universitat de Essex, la Universitat George Washington (Centre de Madrid), la Universitat Oberta de Catalunya, la Universitat Pablo Olavide, la Universitat Nacional d'Educació a Distància (UNED) i la Universitat Complutense de Madrid, on és professor de Sociologia en aquests moments. També col·labora amb la Fundació Alternatives, on va ser Sotsdirector d'Estudis de Progrés, amb l'empresa de sondejos Metroscopia on va ser el coordinador del seminari d'anàlisi política i en el grup Next Left de la Fundació Europea d'Estudis Progressistes. Ha estat col·laborador de CNN+, Públic i la Cadena SER. En l'actualitat, col·labora en El País. i eldiario.es. Està casat i té dos fills.

## Llibres publicats
- La crisis de la socialdemocracia: ¿Qué crisis?. Madrid, Los Libros de la Catarata, (2012).[6]
- La crisis de representación en España. Madrid, Los Libros de la Catarata, (2016).[7]